# Emiliano
Emiliano ist ein männlicher Vorname.

## Herkunft und Bedeutung
Beim Vornamen Emiliano handelt es sich um eine spanische und italienische Variante des römischen Cognomen Aemilianus.

## Verbreitung
Der Name Emiliano nahm in Chile in den letzten Jahren an Beliebtheit zu. Belegte er im Jahr 2010 noch Rang 87 der Hitliste, erreichte er im Jahr 2021 bereits Rang 13.
In Italien ist der Name mäßig beliebt und wurde in den vergangenen Jahren seltener vergeben. Im Jahr 2005 stand er auf Rang 113 der Vornamenscharts, seit 2018 zählt er nicht mehr zu den 200 meistvergebenen Jungennamen.
In Deutschland wird der Name nur sehr selten gewählt. Zwischen 2010 und 2021 wurde er nur etwa 400 Mal vergeben.

## Namensträger
- Emiliano Marcondes (* 1995), dänisch-brasilianischer Fußballspieler
- Emiliano Sala (1990–2019), argentinischer Fußballspieler
- Emiliano Sampaio (* 1984), brasilianischer Jazzmusiker, Komponist und Arrangeur
- Emiliano Zapata (1879–1919), Protagonist der mexikanischen Revolution
- Emiliano Insúa (* 1989), argentinischer Fußballspieler
- Emiliano Martínez (* 1992), argentinischer Fußballtorwart
- Emiliano Buendía (* 1996), argentinischer Fußballspieler
- Emiliano Bonazzoli (* 1979), italienischer Fußballspieler
- Emiliano Fabbricatore (1938–2019), italienischer Geistlicher
- Emiliano Romero (* 1992), uruguayischer Fußballspieler
- Emiliano Viviano (* 1985), italienischer Fußballspieler
- Emiliano Moretti (* 1981), italienischer Fußballspieler
- Emiliano Albín (* 1989), uruguayischer Fußballspieler
- Emiliano Castro (* 1990), uruguayischer Fußballspieler
- Emiliano Pessoa (* 1995), uruguayischer Fußballspieler
- Emiliano Lasa (* 1990), uruguayischer Leichtathlet
- Emiliano Fernández (*  1992), uruguayischer Fußballspieler
- Emiliano Rigoni (* 1993), argentinischer Fußballspieler
- Emiliano Dumestre (*  1987,) uruguayischer Ruderer
- Emiliano Velázquez (* 1994), uruguayischer Fußballspieler
- Emiliano Alfaro (* 1988), uruguayischer Fußballspieler
- Emiliano Ghan (* 1995), uruguayischer Fußballspieler
- Emiliano Duda (* 1981), argentinischer Fußballspieler
- Emiliano Rudolf Giambelli, auch Emis Killa (* 1989), italienischer Rapper
- Emiliano García (* 1989 oder 1990), uruguayischer Fußballspieler
- Emiliano Romero (* 1992), uruguayischer Fußballspieler.
- Emiliano Brembilla (* 1978), ehemaliger italienischer Schwimmer
- Emiliano Tardif (1928–1999), charismatischer Prediger
- Emiliano Piedra (* 1992), uruguayischer Fußballspieler
- Emiliano Bermúdez (* 1997), uruguayischer Fußballspieler
- Emiliano Llanes (* 1995),  uruguayischer Fußballspieler
- Emiliano Denis (* 1991), uruguayischer Fußballspieler
- Emiliano Díaz (* 1990), uruguayischer Fußballspieler
- Emiliano Rodríguez (* 1937), spanischer Basketballspieler
- Emiliano Donadello (* 1983), italienischer Radrennfahrer
- Emiliano Figueroa Larraín (1866–1931), chilenischer Diplomat und Politiker
- Emiliano Téliz (* 1992), uruguayischer Fußballspieler
- Emiliano Tellechea (* 1987), uruguayischer Fußballspieler
- Emiliano Mozzone (* 1998), uruguayischer Fußballspieler
- Thiago Emiliano da Silva, kurz Thiago Silva (* 1984), brasilianischer Fußballspieler
- Emiliano Orozco (* 1989), uruguayischer Fußballspieler
- Emiliano Mutti (* 1933), italienischer Geologe und Sedimentologe
- Emiliano Antonio Cisneros Martínez (* 1945), Geistlicher
- Emiliano Tria Tirona (1882–nach 1953), philippinischer Politiker
- Jesús Emiliano Trindade  (* 1993), uruguayischer Fußballspieler
- Emiliano Chamorro Vargas (1871–1966), Präsident von Nicaragua
- Kevin Emiliano Dawson Blanco (* 1992), uruguayischer Fußballspieler
- Silvio Emiliano Dorrego (* 1987), uruguayischer Fußballspieler
- Francisco Emiliano Techera Bergalo (* 1994), uruguayischer Fußballspieler